# Gefängnishotel

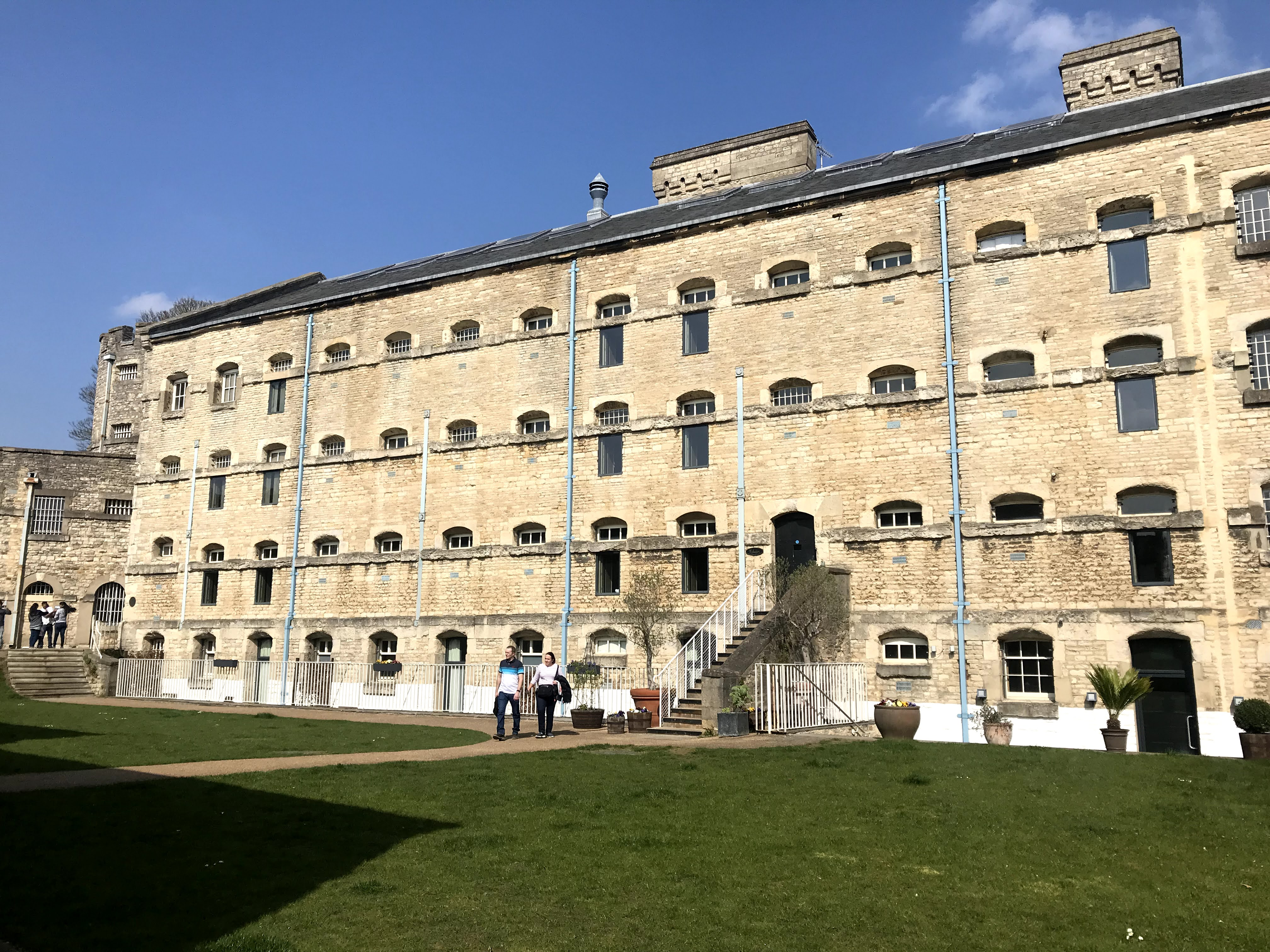
Ehemaliges Gefängnisgebäude in Oxford Castle umgewandelt in Hotel

Ein Gefängnishotel ist eine neue Hotelform, die oft in lichtlosen, vergitterten Gefängnisgebäuden nach deren Schließung eingerichtet werden, um diese mit vertretbaren Umbaukosten anderweitig zu nutzen und damit die oft denkmalgeschützten Gebäude zu erhalten. Sie werden von Reisenden aufgesucht, die auf der Suche nach Erlebnis- oder Themenhotels sind und dort einmal selbst erfahren wollen, wie es sich „hinter Gittern“ schläft. Einige bieten optional als Nachtkleidung die typische gestreifte Sträflingskleidung, die Vorführung beim Haftrichter oder gar das Schlafen auf Gefängnispritschen an. Manchmal können auch museal hergerichtete Originalzellen besichtigt werden.
Die auf vier Kontinenten vertretenen Hotels lassen sich nicht einer bestimmten Hotelkategorie zuordnen, sondern decken verschiedene Preissegmente ab. 